# Sima de Cabra

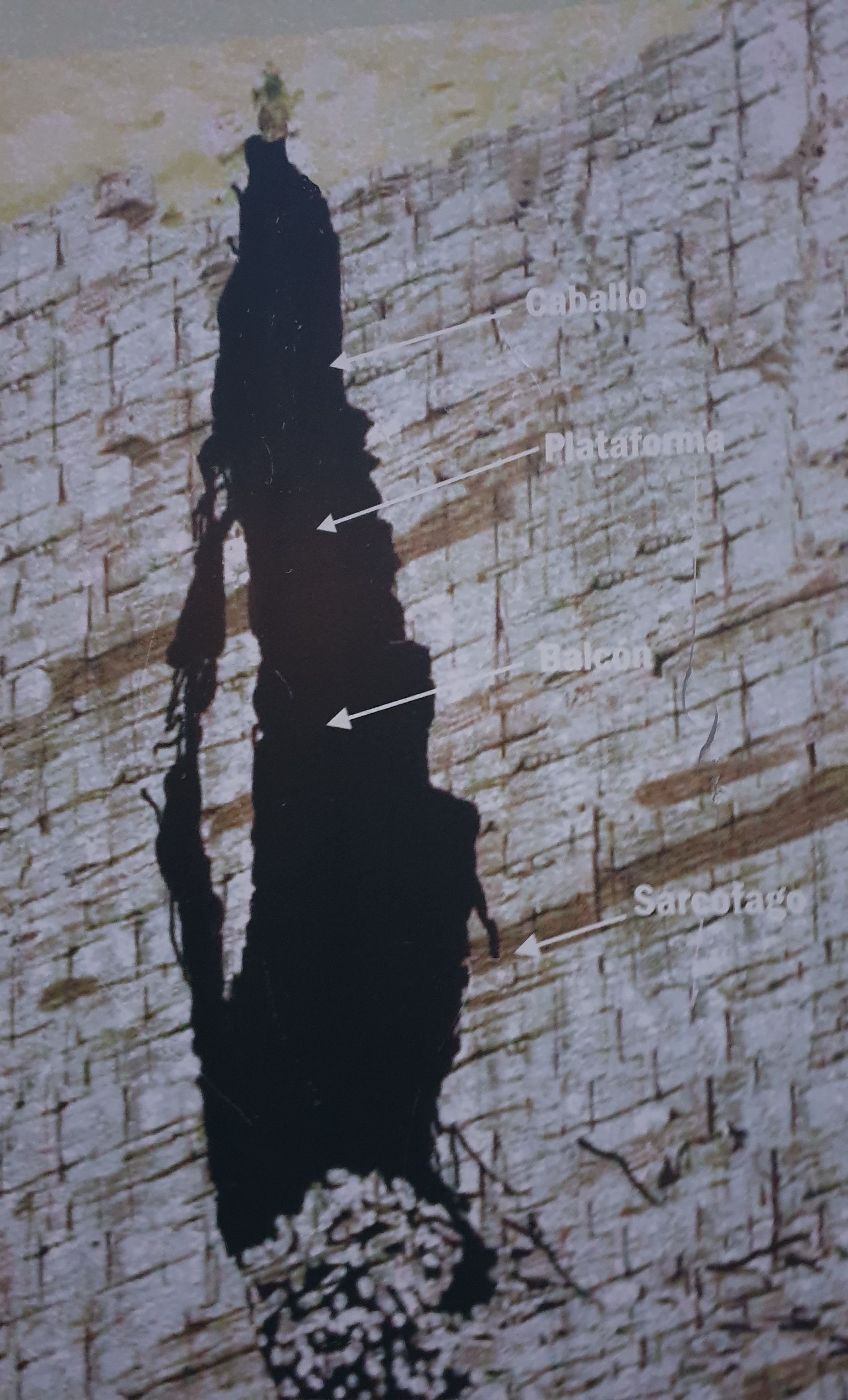
Dibujo del interior de la sima de Cabra.

La sima de Cabra es una sima vertical existente en la falda del Picacho de la Sierra de Cabra, dentro del parque natural de las Sierras Subbéticas, cerca de Cabra (Córdoba), España. Alberga el hito histórico de haber sido la primera expedición espeleológica de España en 1841.

## Historia
La sima de Cabra es conocida desde la antigüedad, de hecho, sus primeras referencias datan del siglo X, cuando apareció mencionada en las obras del historiador al-Himyari como "Montañas de la Sima" e intentaron taponarla con "paja y yerbas". En el siglo XV fue considerada por el poeta sevillano Juan de Padilla el Cartujo como una de las entradas al Infierno en su obra Los doce triunfos de los doce apóstoles (1521), donde podía verse a los condenados desde la abertura. Sin embargo, la referencia más relevante fue la que hizo Miguel de Cervantes, que vivió en la villa de Cabra y la mencionó hasta en tres obras diferentes: Don Quijote de la Mancha (1615), Viaje del Parnaso (1614) y El celoso extremeño (1613).
La primera vez que alguien bajó hasta las profundidades de la sima fue el explorador Fernando Muñoz Romero, quien descendió en 1683, empleando un torno y unas maromas realizadas por el arquitecto Melchor de Aguirre, para encontrar el cuerpo de un asesinado que había sido escondido allí. Muñoz Romero encontró el cadáver y consiguió salir en presencia del corregidor, un escribano, clérigos y frailes y más de trescientas personas de la villa.
No obstante, la primera exploración científica y espeleológica de la sima se produjo en 1841, siendo la primera del país, cuando fue explorada minuciosamente. La expedición fue realizada por los investigadores Pedro de Torres y Nicolás Fernández, del Colegio de Humanidades de Cabra, bajando la primera jornada un perro hasta el fondo, y la segunda jornada bajaron ellos mismos para estudiar la cavidad detalladamente.
En 1940 se instaló una vigueta de hierro con polea justo en la boca de la sima, que permanece en la actualidad. La exploración espeleológica moderna y el estudio detallado de la cavidad llegó el 24 de febrero de 1963, cuando el Grupo Universitario Laboral de Montaña (GULMONT) de Córdoba alcanzó el fondo de la sima, al que accedieron de nuevo en 1968. El 15 de junio de 1972 consiguió llegar hasta el fondo la primera mujer con el Grupo de Exploraciones Subterráneas Arqueológicas de Córdoba (GESAC). En 1973 realizó una expedición el primer grupo a nivel municipal, el Grupo Espeológico al Aire Libre (GEAL) de Cabra, repitiéndose en 1977. La primera mujer egabrense descendió en 1994 con GEAL, a la vez que se estaba realizando un documental de la sima. En los últimos años se han realizado numerosas expediciones y publicaciones.

## Placas conmemorativas
En 1905, en la conmemoración del III centenario de la publicación de Don Quijote de la Mancha y al ser un lugar cervantino, se instaló una placa por el Colegio de la Purísima Concepción (actual Instituto y Fundación Aguilar y Eslava), hecho que fue repetido el 6 de mayo de 2005, cuando se colocó una nueva durante el IV centenario de la misma obra.

## Características
Tiene una anchura media de unos 20 metros y una profundidad de -116 metros, hasta su base pero posee una estrecha galería adicional que conduce hasta la sala del Sarcófago, situada a -131 metros. 
Está asentada en terrenos calizos y es de origen cárstico, relacionada con fenómenos de disolución de las calizas, pues durante mucho tiempo habría cumplido la función de un sumidero.